# فريديريك ديودونيه
فريديريك ديودونيه (بالفرنسية: Frédéric Dieudonné)‏ هو صحفي ومخرج فرنسي، ولد في 21 سبتمبر 1969 في فرنسا.

## وصلات خارجية
- فريديريك ديودونيه على موقع IMDb (الإنجليزية)
- فريديريك ديودونيه على موقع ألو سيني (الفرنسية)
- فريديريك ديودونيه على موقع قاعدة بيانات الفيلم (الإنجليزية)
- فريديريك ديودونيه على موقع كينوبويسك (الروسية)